# Цари Афин и Аттики
Сведения о царях Афин наиболее полно отражены в «Хронике» Евсевия Кесарейского. По ней и приводится список царей этого города с датами. Однако, многие упомянутые в нем правители — мифические персонажи. Датам также не следует придавать серьёзного научного значения.

## Список мифических царей Афин
автохтоны
- Огиг, автохтон, правил до потопа
- Актей
- Кекропс I, автохтон зять Актея (1556—1506), по «Паросской хронике» воцарился в 1581 г. до н. э.
- Кранай, автохтон (1506—1497)

Династия Девкалиона:
- Амфиктион, сын Девкалиона и зять Краная (1497—1487)

Династия Эрихтония:
- Эрихтоний (1487—1437)
- Пандион I, сын Эрихтония (1437—1397)
- Эрехтей, сын Пандиона I (1397—1347), сват Эллина - прародителя греков
- Кекропс II, сын Эрехтея (1347—1307)
- Пандион II, сын Кекропса II (1307—1282)
- Евпалам, сын Метиона, внук Эрехтея (1282)
- Эгей, сын Пандиона II (1282—1234)
- Тесей, сын Эгея (1234—1204)
- Менестей (Μενεσθεύς), сын Петеоя, правнук Эрехтея (1204—1181)
- Демофонт, сын Тесея (1181—1147)
- Оксинт, сын Демофонта (1147—1135)
- Афидант (Афид), сын Оксинта, потомок Тесея (1135—1134)
- Тимет (Фимет), сын Оксинта, потомок Тесея (1134—1126)

Династия Меланта или Кодра:
- Мелант (Μέλανθος), сын Андропомпа (1126—1089)
- Кодр (Κόδρος), сын Меланта (1089—1068)

После Кодра царская власть упразднена, управление перешло к пожизненным архонтам.

## Цари Аттики (кроме Афин)
- Перифант, автохтон
- Колен
- Порфирион

## Цари Элевсина
- Элевсин
- Келей, автохтон
- Триптолем
- Керкион
- Гиппофоонт